# Уговор из Нице
Уговор из Нице је усаглашен на састанку Европског већа одржаним у Ници почетком децембра 2000, потписан је 26. фебруара 2001, а ступио на снагу 1. фебруара 2003. Уговор садржи измене:
- Уговора о Европској унији, (Уговора из Мастрихта), којим је утемељена Европска унија,
- Римских уговора, којима су утемељене Европска економска заједница и Европска заједница за атомску енергију.

Уговор из Нице садржи и седам анекса који се односе на:
- Протокол о проширењу ЕУ,
- Декларацију о проширењу ЕУ
- Декларације о квалификованој већини и блокирајућој мањини у контексту проширења,
- Декларацију о месту одржавања ЕВ,
- Декларацију о будућности Уније,
- Протокол о статуту Европског суда,
- Измене Протокола о привилегијима и имунитетима,
- Нацрт Протокола о финансијским последицама престанка Уговора о оснивању Европске заједнице за угаљ и челик као и успостављању и вођењу истраживачког фонда за угаљ и челик.

## Разлог доношења Уговора
Један од главних разлога доношења Уговора из Нице јесте потреба решавања питања институционалног прилагођавања Европске уније новом проширењу Уније. Наиме, како су преговори с државама кандидатима за чланство све више напредовали, одлучено је да се то питање реши на међувладиној конференцији.

## Најважније промене
Најважније одредбе Уговора из Нице односе се на састав институција, начин одлучивања у Већу (нека питања из подручја за које је раније било предвиђено једногласно одлучивање сада захтевају доношење одлуке квалификованом већином), успостављање Еуројуста – тела за борбу против криминала, развој појачане сарадње која мора укључивати најмање осам држава, и бити отворена свим државама чланицама. Појачана сарадња не сме стварати препреке или дискриминацију у трговини међу чланицама или угрозити конкуренцију.